# Междулесье (Оренбургская область)
Междуле́сье — посёлок в Курманаевском районе Оренбургской области. Входит в состав Ромашкинского сельсовета.

## История
В 1966 году указом Президиума Верховного Совета РСФСР посёлок отделения № 1 совхоза «Волжская Коммуна» переименован в Междулесье.

## Население
| 2010 |
| ---- |
| 20   |

## Улицы
- ул. Лесная,
- ул. Молодёжная,
- ул. Школьная.